# Hadizatou Mani

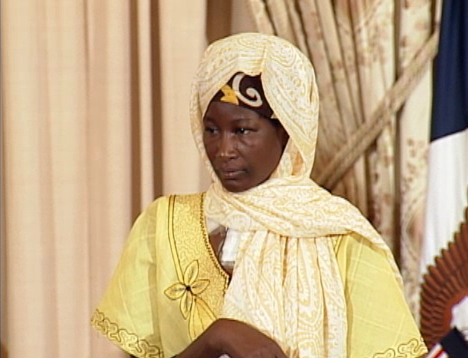
Hadizatou Mani bei der Verleihung des International Women of Courage Award 2009

Hadizatou Mani (* 1984 in Niger) ist eine nigrische Abolitionistin.

## Leben
Hadizatou Mani, selbst die Tochter einer Sklavin, wurde 1996 im Alter von zwölf Jahren um 500 Dollar an einen über sechzigjährigen Mann verkauft. Dieser zwang sie zu landwirtschaftlicher Arbeit, schlug sie, vergewaltigte sie und schwängerte sie dreimal. 2003 wurde Sklaverei in Niger zu einem Strafbestand. Manis Besitzer verheimlichte dies zunächst vor ihr. Später versuchte er die Dorfautoritäten davon zu überzeugen, dass sie keine Sklavin, sondern eine seiner Ehefrauen sei. Mani erlangte 2005 ihre Freiheit und heiratete einen Mann ihrer eigenen Wahl. Daraufhin verklagte sie ihr ehemaliger Besitzer wegen Bigamie. Sie wurde zu sechs Monaten Gefängnis verurteilt. Mit Unterstützung der nigrischen Organisation Timidria und später der britischen Organisation Anti-Slavery International verklagte Hadizatou Mani die Regierung Nigers vor dem Gerichtshof der Westafrikanischen Wirtschaftsgemeinschaft, da diese ihre Rechte gemäß der Anti-Sklaverei-Gesetzgebung nicht erfolgreich geschützt hätte. Der Gerichtshof gab Mani 2008 Recht und verurteilte die Regierung Nigers zu einer Zahlung von zehn Millionen CFA-Franc an sie.
Das Nachrichtenmagazin Time nahm Hadizatou Mani 2009 in die Time 100, die Liste der hundert einflussreichsten Persönlichkeiten des Jahres, auf. Im selben Jahr wurde sie mit dem International Women of Courage Award des Außenministeriums der Vereinigten Staaten ausgezeichnet.
Im Jahr 2022 wurde sie von der BBC in die Liste der 100 Women aufgenommen.